# Kotarče
Kotarče (nemško Guttaring) je naselje v Občini Kotarče v Okraju Šentvid ob Glini na Koroškem v Avstriji.